# Alaranea
Alaranea es un género de arañas araneomorfas de la familia Cyatholipidae. Se encuentra en Madagascar.

## Lista de especies
Según The World Spider Catalog 12.0:
- Alaranea alba Griswold, 1997
- Alaranea ardua Griswold, 1997
- Alaranea betsileo Griswold, 1997
- Alaranea merina Griswold, 1997